# Río Chiniama
Der Río Chiniama ist der etwa 44 km lange rechte Quellfluss  des Río Motupe in der Provinz Lambayeque im Nordwesten von Peru.

## Flusslauf
Der Río Chiniama entspringt in der peruanischen Westkordillere an der kontinentalen Wasserscheide. Das Quellgebiet befindet sich im Norden des Distrikts Salas auf einer Höhe von etwa 2320 m. Der Río Chiniama fließt in überwiegend westlicher Richtung durch das Bergland. Er bildet streckenweise die Südgrenze des regionalen Schutzgebietes Bosque Moyán – Palacio. Der Río Chiniama erreicht bei Flusskilometer 10 die dem Gebirge vorgelagerte Küstenebene und den Distrikt Motupe. Er wendet sich nach Südwesten und vereinigt sich etwa einen Kilometer nordöstlich der Stadt Motupe mit dem weiter südlich fließenden Río Chochope zum Río Motupe.

## Einzugsgebiet
Das Einzugsgebiet des Río Chiniama umfasst eine Fläche von etwa 275 km². Dieses liegt in den Distrikten Salas und Motupe im nördlichen Osten der Provinz Lambayeque. Das Einzugsgebiet grenzt im Norden an das des Río Chotoque, im Osten an das des Río Huancabamba sowie im Süden an das des Río Chochope.